# ナルミヤシンデレラオーディション
ナルミヤ シンデレラオーディション（NARUMIYA CINDERELLA AUDTION）は、ナルミヤ・インターナショナルが実施していたオーディション。ヴィジョンファクトリーが協賛。

## 概要
参加資格は身長140cmから165cmの女子。プロダクション所属者も所属元の了承を得れば出場可能。賞は「シンデレラ（1名）」、「メゾピアノ賞・ポンポネット賞・ブルークロスガールズ賞・リンジィ賞・ラブトキシック賞」、「準グランプリ」。インターネット投票で受賞者を決めている。受賞後はナルミヤ各ブランドのイメージモデルとして活動する。
2008年までは、書類選考→二次予選→最終予選（12月）の流れで受賞者を決めていた。二次予選は広島、福岡、大阪、東京の全国4都市で、最終予選は東京で実施されていた。2009年は、福岡県（九州地区）、大阪府（西日本地区）、東京都（東日本地区）の3ヵ所で二次予選が行われた。また、同時開催されていた「ナルミヤ・ダンスコンテスト」は2009年をもって廃止となった。
2017年度をもって終了とし、「ガールズフェスモデルオーディション」に名前を変更した。

## 歴代シンデレラ受賞者
シンデレラオーディション109-2
- 伊藤夏帆（スターダストプロモーション所属、元ニコ☆プチ専属モデル・元ニコラ専属モデル）

2006年度
- シンデレラ - 永山飛鳥、永山杏佳[3]（YARD所属）
- 審査員特別賞 - 反田有沙、中村瑠璃奈
- 準グランプリ - 小林あかり

2007年度
- シンデレラ - 浅野由来音（エイベックス・マネジメント所属）
- 審査員特別賞 - 白川燿子
- 準グランプリ - 浅野未来

2008年度
- シンデレラ - 仲村彩純（ヴィジョンファクトリー所属）
- 審査員特別賞 - 松本彩花
- 準グランプリ - 高橋幸奈

2009年度
- シンデレラ - 田尻あやめ（ヴィジョンファクトリー所属、元ピチレモン専属モデル）
- 審査員特別賞 - 吉元優里菜、松本彩花
- 準グランプリ - 浪花千紗子

2010年度
- シンデレラ - 中村里帆（元ヴィジョンファクトリー所属、元ニコラ専属モデル、現アミューズ所属、現Rayモデル）
- メゾピアノ賞 - 安室美希
- ポンポネット賞 - 下田彩乃
- ブルークロスガールズ賞 - 﨑山眞羽
- 審査員特別賞 - 酒井彩花、猪野結佳
- 準グランプリ - 井上夏帆、神宮沙紀、牧野里咲、内木志、辰巳真由佳、フリーズ夏野、能瀬真希、杉本愛莉鈴、原田佳代子、梅本和泉、古橋舞悠、小野田女日名、上田奈央、山本正華、広瀬光悠

2011年度
- シンデレラ - 朝田茉侑
- メゾピアノ賞 - 丸山蘭奈
- ポンポネット賞 - 山﨑紗彩
- ポプシーチャム賞 - 村上想楽
- ブルークロスガールズ賞 - 酒井若葉
- リンジィ賞 - 宍倉すぐり
- ラブトキシック賞 - 佐野舞桜
- 準グランプリ - 穴井樹乃、飯塚絵理名、梅本和泉、数森彩貴、希山愛、髙岡志帆、永井あいり、濱田彩加、原田佳代子、福井姫奈、福本野乃花、増田梨有、的場香織子、八百城美音、吉田花月

2012年度
- シンデレラ・ポンポネット賞 - 林杏香（第14回全日本国民的美少女コンテストファイナリスト）
- メゾピアノ賞 - 関りおん
- ブルークロスガールズ賞 - 増岡美玖
- リンジィ賞 - 鈴木悠巴
- ラブトキシック賞 - 五島百花
- 準グランプリ - 安藤千愛、石原歌乃、梶山結衣、希山愛、高田まなみ、中本妃香、長谷川愛里、浜田彩加、藤居優奈、緑川春菜、MORIKA.、吉田花月

2013年度
- シンデレラ・メゾピアノ賞 - 倉野尾愛美（AKB48倉野尾成美の妹）
- ポンポネット賞 - 塩川莉世
- ブルークロスガールズ賞 - 武井紗聖
- リンジィ賞 - 宮崎葉苗
- ラブトキシック賞 - 岡野七海
- 準グランプリ - 岩崎春果、内海緩乃、大村彩那、貝瀬彩菜、HINOKI.、酒井美空、竹本あいり、田房麻綺、本島莉々果、吉村茉耶

2014年度
- シンデレラ - 彩恵（元キラピチ専属モデル）
- メゾピアノ賞 - 大竹伶奈
- ポンポネット賞 - 沓掛真珠
- ブルークロスガールズ賞 - 柴田誠子
- リンジィ賞 - 山崎友莉花
- ラブトキシック賞 - 小黒詩
- 準グランプリ - 阿部夢梨、大沢亜未、貝瀬彩菜、鈴木伶奈、髙石あかり、三根しいな、森田さくら、吉岡由梨菜、SALA

2015年度
- シンデレラ・メゾピアノ賞 - 尾上遥
- ポンポネット賞 - 須賀心春
- ブルークロスガールズ賞 - 和田紗也加
- リンジィ賞 - 伊豆上佳穂
- ラブトキシック賞 - 藤本彩花、山本優菜
- メゾピアノ賞準グランプリ - 陽菜、田中杏奈、松元寧音
- ポンポネット賞準グランプリ - 熊田陽香、小寺陽向、吉岡杏
- ブルークロスガールズ賞準グランプリ - 柳世菜、小川桜花、橋本侑芽
- リンジィ賞準グランプリ - 武田雅羽、菅井心愛

2016年度
- シンデレラ、メゾピアノ賞 - 花田姫佳
- ポンポネット賞 - 北出心愛
- ブルークロスガールズ賞 - 大川りるは
- リンジィ賞 - 水野優
- ラブトキシック賞 - 栗田桃花、中村里彩
- メゾピアノ賞準グランプリ - 秋本莉奈、太畑優衣、松尾侑奈
- ポンポネット賞準グランプリ - 榎本有記、鈴木楽々
- ブルークロスガールズ賞準グランプリ - 中村瑠奈、藤本温
- リンジィ賞準グランプリ - 松岡里奈、矢田夏生

2017年度
- シンデレラ・ポンポネット賞 - 花井暁海
- メゾピアノ賞 - 吉山ゆりな、今林茉優
- ポンポネット賞 - 中嶋莉音
- ブルークロスガールズ賞 - みつき、さら
- リンジィ賞 - れいか、美羽